# Les Révoires
Les Révoires è un quartiere del Comune di Monaco situato nella sua parte meridionale, in precedenza facente parte del quartiere tradizionale di La Condamine.
Un punto sulla passeggiata detta Chemin des Révoires è, a 163 metri s.l.m., il punto più alto del Principato.
È il quartiere con l'altitudine media più elevata e il più piccolo del Principato.
Nel quartiere si trova il giardino esotico di Monaco, fondato da Luigi II.
Confina a nord-ovest con la Francia.